# Дни и ночи
«Дни и ночи» (англ. Days and Nights) —  американский драматический фильм 2013 года режиссёра и сценариста Кристиана Камарго. Фильм поставлен на основе пьесы «Чайка» А. П. Чехова. Действие перенесено в сельскую местность Новой Англии (США) в 1980-х годы. Это был последний фильм, в котором актёр Рассел Минс снялся до своей смерти 22 октября 2012 года.

## В ролях
- Жан Рено — Луи, семейный врач[4]
- Кэти Холмс — Алекс, дочь Элизабет
- Уильям Херт — Херб, умирающий брат Элизабет
- Кристиан Камарго — Питер, друг Элизабет
- Бен Уишоу — Эрик, художник — сын Элизабет
- Марк Райланс — Стивен, орнитолог — муж Алекс
- Микаэль Нюквист — Йохан, опекун
- Черри Джонс — Мэри, жена Йохана
- Джулиет Райланс — Ева, муза Эрика
- Эллисон Дженни — Элизабет, звезда кино

## Отзывы критиков
Фильм получил в основной массе негативные отзывы и его текущий рейтинг на Rotten Tomatoes составляет 0 %.
Кен Рудольф отметил, что актёры были великолепны, но фильм выглядел банальным и вычурным.
Кинокритик Торстен Крюгер считает, что Камарго «нечего сказать и нечего рассказать». Фильм «замышлялся как нечто глубокое, но предлагает слишком мало, чтобы быть интересным».
Актёрский состав, настолько переполненный талантами, что Жан Рено и Черри Джонс едва проявляют себя, переполнен чересчур театральными диалогами. Джульет Райлэнс, исполняющей роль Нины, приходится особенно трудно.
Напротив, в обзоре World Cinema Now Program говорится: «„Чайка“ Чехова ставилась много раз на протяжении десятилетий, но актёр и режиссёр Кристиан Камарго («Повелитель бури») сумел отлично передать мрак и глубину русской трагедии, переместив действие на День поминовения в сельской Новой Англии и придал новый, современный вкус этому материалу. Мрачная музыка, прекрасная операторская работа и отличная работа замечательного актёрского ансамбля в сумме представляют нам историю того, как семья, собравшаяся вместе, распадается в течение одного лишь катастрофического уик-энда».
«Нью-Йорк Таймс» отмечает, что «изначальный замысел чеховской «Чайки», темой которой является пустота и бессмысленность «конца века», был выхолощен и обезличен. Вспомогательным персонажам отводится так мало места, что фильм порой практически лишен смысла. Птица — символ пьесы — вместо чайки превратилась в Орла. То, что осталось, — это треснувшая скорлупа яйца.»